# Quileute
Cet article concerne la langue quileute. Pour le peuple quileute, voir Quileutes.
Le quileute est une des deux langues de la famille des langues chimakuanes. Elle était parlée par les Quileutes aux États-Unis dans l'État de Washington et plus précisément dans l'Ouest de la Péninsule Olympique, le long des rivières Quileute et Hoh. Le dernier locuteur natif est mort en 1999, quelques personnes continuent de pratiquer le quileute comme langue seconde.

## Écriture
| a | b  | ch | c̓h | d  | h  | i  | k  | k̓ | kʷ | k̓ʷ | ḳ | ḳ̓  | ḳʷ | ḳ̓ʷ | l | ɫ | o | p | p̓ |
| s | sh | t  | t̓  | tɫ | t̓ɫ | ts | t̓s | w | x  | xʷ | x̣ | x̣ʷ | y  | ˀ  | a̱ | g |   |   |   |